# Jack Hills (astronome)
Pour les articles homonymes, voir Hills.
Ne doit pas être confondu avec Jack Hill (homonymie).
Jack G. Hills est un théoricien de la dynamique stellaire, il a travaillé sur le nuage de Oort, dont la partie interne, le nuage de Hills, a été nommé en son honneur.